# Banksia quercifolia
Banksia quercifolia är en tvåhjärtbladig växtart som beskrevs av Robert Brown. Banksia quercifolia ingår i släktet Banksia och familjen Proteaceae. Inga underarter finns listade i Catalogue of Life.